# Château-Garnier
Château-Garnier település Franciaországban, Vienne megyében. Lakosainak száma 601 fő (2022. január 1.). Château-Garnier La Chapelle-Bâton, La Ferrière-Airoux, Joussé, Payroux, Saint-Romain, Saint-Secondin, Sommières-du-Clain és Usson-du-Poitou községekkel határos.

## Népesség
A település népességének változása:
| Lakosok száma | 632  | 620  | 626  | 614  | 613  | 613  | 612  | 604  | 601  |
|               | 2013 | 2015 | 2016 | 2017 | 2018 | 2019 | 2020 | 2021 | 2022 |